# Yndiara Asp
Yndiara Asp (Florianópolis, 19 de outubro de 1997), é uma skatista profissional brasileira. Ganhou seu primeiro skate aos 7 anos de presente de Natal de seu pai, mas foi aos 15 que passou a se dedicar pra valer as pistas. Se profissionalizou em 2018, se tornando a primeira skatista mulher profissional patrocinada pela marca Vans no Brasil.
Ela compete em eventos de skate park femininos em vários Campeonatos Mundiais de Skate, vencendo etapas no Brasil, Canada, França, Espanha. Além de já ter sido campeã brasileira como amadora e profissional (vencendo todas etapas do circuito profissional brasileiro STU no ano de 2018, exceto a etapa de SP que foi vice) ela também já competiu no X Games, ficando em 4º lugar em 2018.
Ela irá competir no evento feminino de skate park nos Jogos Olímpicos de Tóquio em 2021.